# Центральный рынок (Актобе)
Центральный (колхозный) рынок (каз. Орталық базар) — крупнейший рынок (базар) в Актобе. Расположен по адресу: ул. Шокана Уалиханова, 1. Владелец: ТОО «Центральный рынок» (директор: Талгат Кубашев).
Центральный рынок расположен в старой части города Актобе и упоминается ещё со времён Великой Отечественной войны. На рынке реализуются товары самых различных категорий: от канцелярских принадлежностей и одежды до посуды и мясо-молочной продукции. На территории рынка расположены несколько отдельных крытых рынков: «Апельсин», «Айсұлтан», «Көкөніс», «Сәт», «Нұрлы», «Тұрсын» и «Баршылық».
В 2012 году Павильон Баршылык был реконструирован и был добавлен 2 этаж что существенно позволило увеличить площадь в два раза. Были установлены новые системы пожарной и охранной сигнализации и кондиционирования.
В 2014 году было завершено строительство крытого рынка Достык расположенного на территории Центрального рынка. Новое здание рассчитано на 600 торговых мест.
8 июля 2014 года рынок Достык посетил премьер-министр Республики Казахстан Масимов Карим 
В последнее время идёт полномасштабное строительство крытых павильонов взамен прилавков на открытом воздухе. По некоторым данным, на рынке занимаются торговлей около 1000 предпринимателей, которые торгуют товарами из Турции, Киргизии и Китая. В 2012 году в день на рынке реализовывалось около 5 тонн мясной продукции.
В 2018 году, после пожара в ТЦ «Зимняя вишня» в Кемерове, на Центральном рынке была проведена проверка, выявившая 32 случая нарушения правил пожарной безопасности. Оказалось, что эвакуационные выходы были загромождены, к зданиям на рынке не могла попасть специальная техника, а пожарная сигнализация была неисправна. Власти города Актобе дали владельцам рынка месяц на устранение нарушений, в противном случае его деятельность могла быть прекращена решением суда. Предприниматели, занимающиеся торговлей на территории рынка, были возмущены этим решением и 25 мая 2018 года перекрыли оживлённую улицу возле Центрального рынка. Аким Актобе Ильяс Испанов вступил в переговоры с митингующими и они, покинув проезжую часть, продолжили диалог с властями в здании администрации города.